# Lápida (personaje)
Lápida (Inglés: Tombstone) (Lonnie Lincoln) es un supervillano ficticio que aparece en los cómics estadounidenses publicados por Marvel Comics. Un gran hombre albino con dientes limados, Lápida es un jefe criminal notorio en la ciudad de Nueva York. Es principalmente un enemigo de Spider-Man, Daredevil y padre de Janice Lincoln.
El personaje ha aparecido en varios medios, incluyendo tres series animadas (Spider-Man: The Animated Series, The Spectacular Spider-Man y Tu amigo y vecino Spider-Man) y la película animada Spider-Man: Un nuevo universo.

## Historial de publicaciones
El personaje fue creado por Gerry Conway y Alex Saviuk y apareció por primera vez en Web of Spider-Man #36 (marzo de 1988). El personaje se estableció de inmediato para tener una historia con el personaje de apoyo de Spider-Man, Joseph "Robbie" Robertson, y fue presentado como un personaje habitual en The Spectacular Spider-Man, que luego fue escrito por Conway. Conway explicó por qué creó Tombstone: 
Mi motivación general fue la necesidad de trabajar con los personajes que no eran fundamentales para el título The Amazing Spider-Man, ya que ese era el libro principal. Eso significaba que tenía que centrar mi atención en la tía May o Mary Jane, o incluso J. Jonah Jameson, pero en personajes secundarios de segundo o incluso tercer nivel. Joe Robertson fue uno de esos. El segundo motivo tenía que ver con mi deseo de recuperar al despiadado gángster que había sido Hammerhead, pero no a él mismo. Simplemente vino a mí como un tipo de personaje. Una cosa llevó a la otra, y a medida que su historia de fondo se expandió, los lectores respondieron bien.

## Biografía del personaje
Nacido como Lonnie Thompson Lincoln en Harlem, en la ciudad de Nueva York, comenzó como un joven con problemas que fue acosado por sus compañeros porque era el único albino afroamericano de Harlem. Más alto y más fuerte que los otros niños, se convirtió en un matón escolar, extorsionando el dinero de protección de sus compañeros de clase. El periódico de la escuela, editado por Joseph "Robbie" Robertson, iba a publicar una historia sobre las actividades de Lonnie, pero lo sacó cuando Lonnie utilizó tácticas de miedo para intimidar a Robertson. Lonnie permitió que sus demonios personales dirigieran el curso de su vida y se convirtió en una vida de grave crimen como un sicario y ejecutor, utilizó su albinismo a su favor. Afiló sus dientes y uñas, dándole la apariencia de un vampiro. Con frecuencia esto sorprendía a sus oponentes con la guardia baja, haciendo que sea más fácil matarlos. También levantó pesas y participó en muchas peleas callejeras para perfeccionar sus habilidades de lucha. Como adulto, llegó a medir más de dos metros de alto. Una noche Robertson, que trabajaba para un periódico local, fue a reunirse con una fuente solo para ver cómo Lincoln mataba a la fuente. Amenazó con matar a Robertson si la historia era revelada. Robertson mantuvo el secreto durante más de veinte años, mientras que Lincoln se convirtió en un poderoso ejecutor de la mafia, matando a muchos otros.
Ahora conocido como Lápida en la calle, regresó a la ciudad de Nueva York como el asesino a sueldo de Kingpin. Lápida arrojó al Hobgoblin por la ventana del Arranger. Lápida capturó un mutante conocido como Persuader para el Arranger. Lonnie regresó al barrio de Robertson, quien finalmente acudió a la policía, lo que resultó en el encarcelamiento de Lápida, pero no antes de que Lápida se enfrentara y lastimara gravemente a Robertson, dañando casi permanentemente su columna vertebral.  Lápida luego se encontró con Spider-Man en Atlanta, Georgia; Lápida fue derrotado y enviado a la penitenciaría estatal de Filadelfia.
Robertson también fue encarcelado por encubrimiento y, al enterarse de esto, Lápida pidió ser transferido a la Penitenciaría Estatal de Lewsiburg, donde estaba Robertson. En la cárcel Lápida mató al guardaespaldas de Robertson, Bruiser. Lápida finalmente se escapó de la prisión, pero fue confrontado por Spider-Man; eludió ser capturado después de una desgarradora batalla en la que casi derrotó a Spider-Man hasta que Robertson lo detuvo. Lápida y Robertson fueron derribados en el río Susquehana. Lápida llevó a Robertson con una herida grave a una familia Amish para que Robertson pudiera recuperarse lo suficiente como para darle una pelea decente. Cuando Lápida finalmente hizo su movimiento para matar a Robertson en represalia por atacarlo durante la pelea con Spider-Man, Robertson apuñaló a Lápida con una horquilla y luego escapó. Lápida se unió a una organización criminal, encabezada por Hammerhead y el Camaleón, y luego salvó a Robertson de Hobgoblin para que pudiera matar a Robertson por su cuenta. Robertson recibió un perdón total por ayudar a recuperar a Lápida. 
Lápida finalmente ganó una constitución física sobrehumana. Lápida encontró a Robertson en la planta química de Osborn. Robertson le disparó a Lápida y lo atrapó en una cámara de prueba hermética que contenía un gas experimental. El gas fue absorbido por el torrente sanguíneo de Lápida y tuvo un efecto mutagénico en su cuerpo, aumentando su fuerza y aumentando sus otras capacidades físicas. Lápida luego canceló su venganza contra Robertson en agradecimiento. Lápida fue derrotado más tarde por Daredevil y el Punisher mientras competía contra el Taskmaster en un juego real de Assassin patrocinado por La Mano.
Lápida fue contratado por el Duende Verde para formar parte del grupo de enemigos de Spider-Man, Doce Siniestros, pero fue derrotado.
Lápida fue contratada por Lily Lucca para fingir que secuestró a Lily y para luchar contra Daredevil, pero fue derrotado por este.
Lápida se unió al ejército de criminales de Capucha. Más tarde volvió a molestar a Deadpool en la miniserie: Deadpool - Suicide Kings.
Lápida estaba con Capucha cuando presenta el traje del Escorpión a cualquier ladrón de bajo nivel que lo impresiona hasta que la fiesta es estrellada por el Escorpión que roba el traje.
Durante la historia de "El origen de las especies", el Doctor Octopus invita a Lápida a unirse a un equipo de supervillanos a cambio de algunos artículos. Tanto el Dr. Octopus como Shocker atacan al bebé de Amenaza en un restaurante hasta que Spider-Man interfiere. Más tarde, Lápida se enfrenta a Carlie Cooper. Sin embargo, la policía llega y Lápida se escapa, pero luego se dobla para seguir a Cooper después de descubrir que Cooper sabe quién es realmente Amenaza. Arrincona a Cooper, Mary Jane Watson y Amenaza, pero Amenaza logra noquearlo activando el planeador Duende y enviándolo a estrellarse contra él. La policía pronto llegará y se llevará a Lápida.
Más tarde se reveló que Lápida es el padre del nuevo Escarabajo (Janice Lincoln).
Lápida tiene una batalla con Spider-Man. Durante un tiroteo de la policía, Lápida hirió gravemente a un amigo de la policía Yuri Watanabe, el cuarto Wraith. Lápida fue puesto en libertad por el juez, ya que Lápida salvó a su esposa del cáncer. Sin embargo, el Señor Negativo le entregó a Watanabe evidencia de que Lápida había detenido al juez y los puso a ambos en prisión. El juez fue asesinado por un prisionero que trabajaba para Lápida. Cuando Black Cat, un demonio interno disfrazado de maestro del crimen y los Enforcers intentaron romper la cárcel, el Demonio Interno disparó a Lápida en el cofre.
Más tarde, el Sr. Pez se acerca a Lápida y le advierte sobre la pandilla de Black Cat que lo persigue y su imperio criminal en la próxima guerra de pandillas en Harlem. Más tarde, Lápida y el Sr. Pez son visitados por Alex Wilder, quien habla del negocio familiar de su padre Geoffrey Wilder, ya que ambos lo conocieron cuando aún estaba vivo. También le dice a Lápida y al Sr. Pez que está comenzando una nueva encarnación del Orgullo que comenzará en Harlem. Después, Alex Wilder vence a Lápida y usa un hechizo mágico para enviar al Sr. Pez al infierno. Después de recuperarse del ataque, Lápida rescata a Sr. Pez del Infierno con la ayuda de Black Talon.
Durante la historia de Infinity Wars, Lápida se encuentra entre los villanos que acompañan a Turk Barrett a su reunión con la Guardia del Infinito en Central Park.

## Poderes y habilidades
Lonnie Lincoln, sufrió una mutación genética desde su juventud, siendo el origen de sus poderes. Posee fuerza física que ha aumentado más allá de sus límites originales hasta niveles sobrehumanos. Su cuerpo es altamente resistente a las lesiones físicas y es capaz de soportar temperaturas extremas, grandes fuerzas de impacto, balas de alto calibre y gases tóxicos sin sufrir lesiones. Sus reflejos, velocidad y resistencia también aumentan más allá de un rango alcanzable para los seres humanos normales.
Aparte de estas ventajas, es un excelente combatiente cuerpo a cuerpo con años de experiencia en peleas callejeras e, incluso antes de ganar poderes, era fácilmente capaz de matar a alguien con sus propias manos. Ahora combina sus habilidades de lucha callejera con su fuerza sobrehumana para crear un estilo de lucha único. También es muy hábil con las armas de fuego convencionales y está bien conectado en el bajo mundo del crimen organizado.
Como albino, Lápida es sensible a la luz solar debido a una deficiencia natural de melanina. Por lo general, se lo representa solo como capaz de hablar en susurros. Sin embargo, después de la exposición al gas en OsCorp, se lo ha representado hablando en tonos que se acercan a los tonos vocales normales.
Lápida ha limado todos sus dientes a fin de que tengan puntas afiladas.

## Otras versiones

### MC2
Una versión anterior de Lápida aparece en la serie de cómics digitales Spectacular Spider-Girl, ambientada en el universo MC2. Silvermane le había pagado para que realizara un éxito en Spider-Girl. A pesar de sus años avanzados, Lápida todavía demostró ser un oponente difícil de derrotar.
Conoció a Spider-Girl y luchó con ella, pero cuando vio a otra Spider-Girl salvando a la gente de un edificio en llamas en la TV, Lápida se puso furioso y terminó rápidamente con ella.
Cuando Lápida conoció a la Blue Spider-Girl, él le reveló que mató a la otra Spider-Girl, lo que hizo que ella lo atacara con rabia. Lápida se sorprendió de que ella tuviera poderes de simbionte y fuera derrotada. Al principio, pensará que pronto volverá a estar en las calles, ya que cree que los héroes no pueden matar, la Blue Spider-Girl lo asfixia y lo mata. 

### Marvel Noir
Lápida aparece en Luke Cage Noir, como un delincuente albino de Harlem.

## En otros medios

### Televisión
- Tombstone / Lonnie Lincoln apareció en Spider-Man: The Animated Series, con la voz de Dorian Harewood.[30] Esta versión fue desfigurada en el mismo accidente de laboratorio responsable de sus superpoderes, culpando a Robbie Robertson por el accidente. Los intentos de venganza de Tombstone en su antiguo amigo de la infancia lo pusieron en conflicto regular con Spider-Man, mientras estaba bajo el empleo de varias figuras del crimen como Silvermane y Richard Fisk.
- Tombstone / L. Thompson Lincoln aparece en The Spectacular Spider-Man, expresado inicialmente por Keith David (episodio piloto) y posteriormente por Kevin Michael Richardson (episodios posteriores).[30] Esta versión se describe como un señor del crimen inteligente y calculador conocido como el "Big Man" del crimen con la imagen pública de un benevolente filántropo rico y Hammerhead como un secuaz que sustituye a Kingpin como líder. En el piloto, Hammerhead contrata a los Enforcers para eliminar a Spider-Man. Más tarde, Tombstone recluta a Norman Osborn para crear súper villanos, como el Hombre de Arena y Rhino. Más tarde, una guerra de pandillas estalla entre Tombstone, Doctor Octopus y Silvermane por el control del inframundo de Nueva York, que culmina en una cumbre donde Hammerhead enfrenta a los tres señores del crimen. Después de una larga batalla, Tombstone es derrotado y expuesto por Spider-Man y luego descubre que su posición de Big Man ha sido tomada por el Duende Verde.
- Un joven Lonnie Lincoln aparece en Tu amigo y vecino Spider-Man,[31]con la voz de Eugene Byrd.[32][33]Esta versión es un jugador de fútbol en Rockford T. Bales High School, amigo de Peter Parker y novio de Pearl Pangan. Después de verse obligado a unirse a la pandilla de la Calle 110 para evitar que su hermano menor se una a ellos, más tarde se gana el apodo de "Tombstone" después de salvar al líder de la pandilla, Big Donovan, de Mac Gargan.

### Película
- Tombstone aparece en la película animada Spider-Man: Un nuevo universo (2018), con la voz de  Marvin "Krondon" Jones III.[34] Esta versión está bajo el empleo del Kingpin. Lucha contra los diferentes héroes Spider en la casa de May Parker junto a Escorpión, Prowler y Doctor Octopus. Es derrotado por Spider-Man Noir en la batalla final, y luego se le ve detenido.

### Videojuegos
- Tombstone aparece en Marvel Heroes, con la voz de Nolan North.[30]
- Tombstone aparece como un jefe de misión lateral en el videojuego Spider-Man 2018, con la voz de Corey Jones.[35] Esta versión es un líder narcotraficante, poderoso y conocido del narcotraficante y pandillero en la ciudad de Nueva York que estuvo expuesto a una sustancia química en su juventud que se endureció y se volvió blanca, eliminando también su sensación de dolor y por lo tanto haciendo que se considere a sí mismo "inmortal". Durante su investigación sobre la pandilla Demonios Internos, liderada por Martin Li, Mary Jane Watson descubre que Tombstone y su tripulación están construyendo algún tipo de vehículo blindado para los Demonios Internos. En una misión secundaria, Spider-Man encuentra su escondite y lo involucra a él y a sus secuaces en una pelea. A pesar de la fuerza bruta y las habilidades de combate de Tombstone, Spider-Man es capaz de implementar un medicamento destinado a corregir la condición de Tombstone, lo que lo hace lo suficientemente vulnerable para sangrar y sentir dolor. Spider-Man es finalmente victorioso y, cuando lo deja para la policía, Tombstone se da cuenta de que ser "mortal" hace que su vida de crimen sea más emocionante y afirma que no puede esperar una revancha con Spider-Man.
- Tombstone aparece en Spider-Man 2, nuevamente con la voz de Corey Jones. A partir de este juego, ha sido puesto en libertad condicional, reformado y ha comenzado a trabajar como mecánico en un parque de diversiones de Coney Island.[36]